# Göttelborn
Göttelborn is een plaats in de Duitse gemeente Quierschied, deelstaat Saarland, en telt 2.300 inwoners.